# Batalla de Martigné-Briand

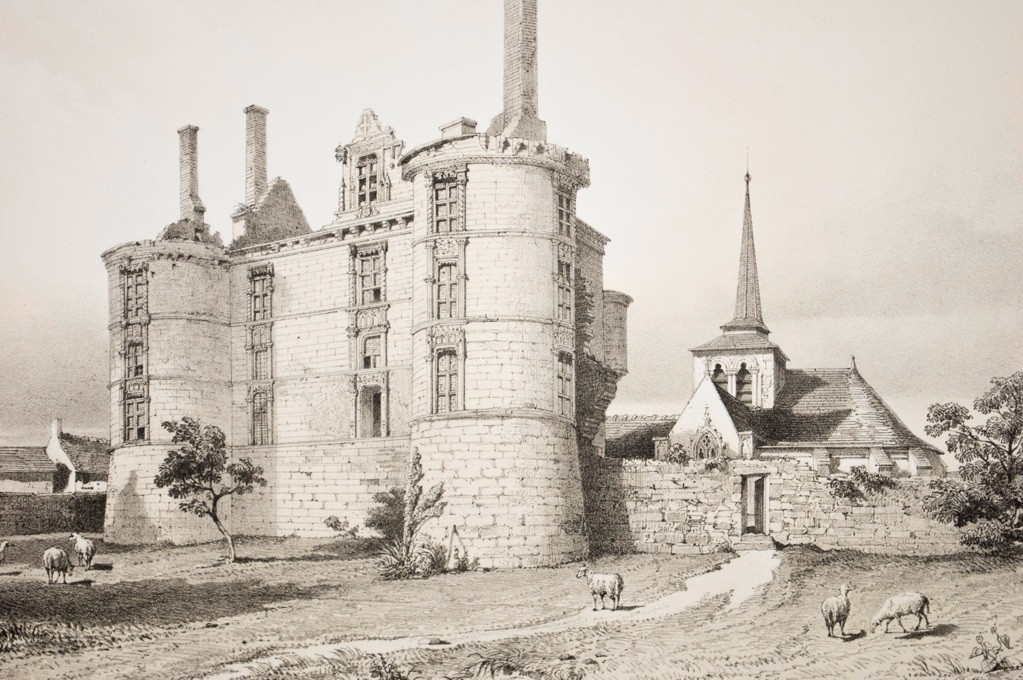
Martigné-Briand per Thomas Drake

La batalla de Martigné-Briand va tenir lloc el 15 de juliol de 1793, durant la revolta de La Vendée.

## Preludi
Per tal de rescatar Lescure contra les tropes de Westermann a Châtillon, Henri de La Rochejaquelein va haver d'evacuar Saumur. Els republicans comandats per Biron-Lauzun, La Barollière i Berthier que havien reorganitzat les tropes a Tours, van poder, per tant, recuperar la ciutat sense lluitar.

## La batalla
A principis de juliol de 1793, la divisió de La Barollière va entrar a l'Anjou insurgent on va cometre tants saquejos que La Barollière va demanar ser substituït. Però el 15 de juliol, la divisió va ser atacada per 16.000 homes comandats per Bonchamps, Lescure, La Rochejaquelein i Marigny.
La batalla va tenir lloc a Martigné-Briand amb una calor sufocant. Ràpidament, l'avantguarda republicana va ser colpejada i va perdre 3 canons. La Barollière, però, va aconseguir restablir la situació llançant la càrrega de dos esquadrons d'hússars. Tanmateix, el general Marigny, que havia pres el capdavant de la cavalleria, va fer una maniobra falsa i es va trobar davant la seva pròpia infanteria. La infanteria de Vendée va creure que estaven sent carregades per hússars republicans i va fugir. Aquest moviment de pànic va provocar la victòria dels republicans que, sorpresos, no van pensar a continuar.

## Conseqüències
Segons les declaracions, encara que incompletes, del 14è batalló de París, conegut com la República, antigament dels Piquers, Vignot, el segon comandant del batalló, va ser assassinat i un voluntari va resultar ferit de mort.
El general La Barollière va poder ocupar així Vihiers. Tanmateix, s'acostava l'hora de la sega i els camperols-soldats de Vendée havien de tornar als seus camps durant uns dies, a més Lescure, que havia begut aigua massa freda, s'havia posat malament i el general Bonchamps havia estat ferit per una bala al colze i es va veure obligat a retirar-se al castell de Jallais per ser tractat allí. L'evacuació d'aquests dos generals ferits durant els combats havia suposat un dur cop a la moral dels vendeans durant la batalla.